# Amuleto

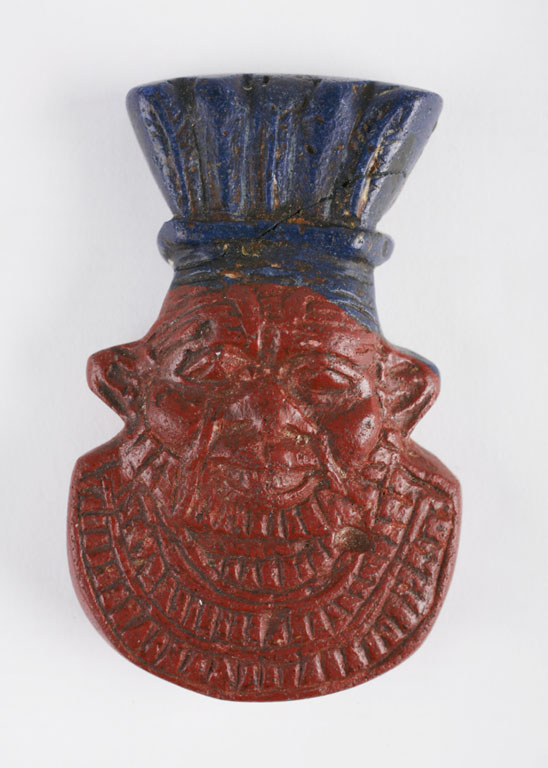
Un amuleto egizio del Nano-Dio Bes nella collezione permanente del Museo dei bambini di Indianapolis.

Per amuleto si intende un qualunque oggetto utilizzato per superstizione, credendolo un "difensore" da mali o pericoli o per propiziarsi la fortuna.

## Caratteristiche
L'etimologia della parola è incerta. Potrebbe derivare dal latino a-molior (allontanare, tener lungi), o dal greco amulon, una "specie di focaccia" che si soleva offrire sugli altari o sulle tombe per rendersi propizi gli dei e gli spiriti dei trapassati.
Gli amuleti includono: gemme o semplici pietre, statue, monete, illustrazioni, pendenti, anelli, piante, animali, ecc.; anche frasi pronunciate in alcune occasioni: per esempio vade retro Satana (dal latino, "va indietro, Satana", "indietreggia, Satana"), per cacciare il diavolo o la cattiva sorte. I primi amuleti utilizzati dagli uomini primitivi - per lo più cacciatori - venivano ricavati da ossa, denti o corna di animali, e davano al possessore un senso di sicurezza e fiducia nel proprio destino.

## Gli amuleti nel mondo

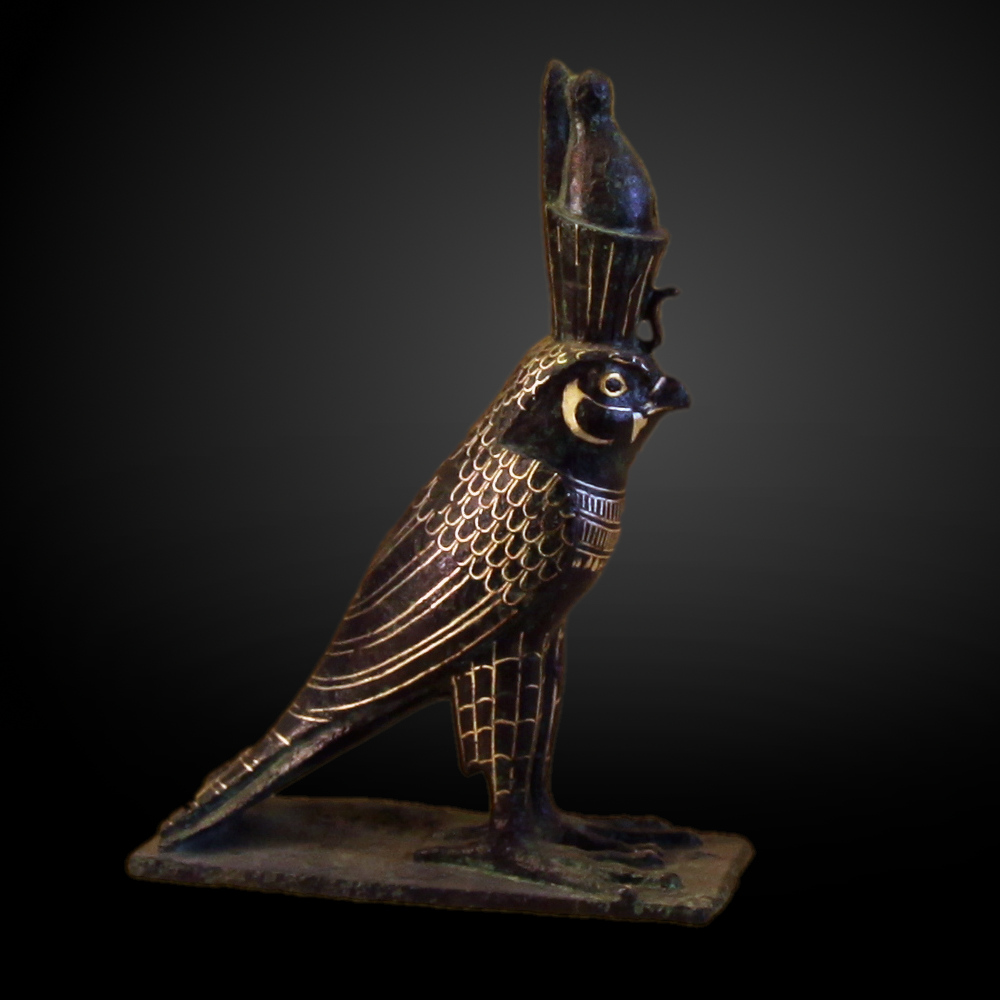
Horus

Gli amuleti variano considerevolmente a seconda del loro periodo storico e posto d'origine. Tuttavia, nei vari tipi di società, gli oggetti religiosi vengono comunemente utilizzati come amuleti, siano questi la figura di un dio o semplicemente alcuni simboli che rappresentano le divinità (quali la croce per i cristiani o "l'occhio di Horus" per gli antichi Egizi). In Thailandia si può vedere la gente comune con più di un Buddha che pende dal collo; in Bolivia e in alcune zone dell'Argentina il dio Ekeko fornisce una "protezione standard", offrendogli almeno una banconota per ottenere fortuna e benessere.
Ogni segno zodiacale ha una gemma corrispondente che funge da amuleto, ma queste pietre variano secondo le differenti tradizioni.
Un'antica tradizione cinese insegna a catturare un grillo vivo e tenerlo in una scatola di vimini per attirare la buona sorte (questa tradizione si estende anche alle Filippine). Sempre in Cina si possono spargere le monete sul pavimento per "attirare" il denaro; il riso, inoltre, ha una reputazione come elemento portante di buona fortuna.
Controversie possono nascere per quanto riguarda le tartarughe e il cactus: alcuni li considerano favorevoli, mentre altri ritengono che siano ostacoli all'interno della casa.

Pentacolo

Sin dal Medioevo, nella cultura occidentale, il pentagramma, o "stella a cinque punte" (il numero 5 rappresenta l'uomo, il microcosmo) è stato considerato come talismano per attirare soldi o amore, per proteggere contro l'invidia, la sfortuna o altre disgrazie. Anche il pentacolo (parola ibrida, dal greco penta, che significa cinque, universale e il suffisso latino -culum, figura geometrica con cinque punte) è conosciuto come un "potente" amuleto, utilizzato nelle invocazioni e negli scongiuri contro gli spiriti. Altri simboli, come i "quadrati magici" o i segni cabalistici, sono stati utilizzati sia come segni positivi che negativi.
Per quanto riguarda la tradizione ebraica, l'uso di amuleti è molto interessante: in molti musei esistono esempi di amuleti dell'era di Salomone. Un amuleto poco conosciuto, ma molto utilizzato nella tradizione ebraica, è la kimiyah o "testo dell'angelo". Si tratta di nomi di angeli, o di alcune frasi della Torah, scritti su pergamene quadrate da scrivani rabbinici. La pergamena è custodita in un contenitore d'argento ed è portata direttamente sul corpo. È impressionante notare quanto siano simili le tradizioni riguardo agli amuleti, tra ebrei e buddisti.
In Africa e nei Caraibi, credenze religiose come Vudù, Umbanda, Quimbanda e Santería utilizzano spesso disegni come amuleti; queste religioni, inoltre, tengono conto del colore della fiamma delle candele, perché ogni colore caratterizza un effetto differente dell'attrazione o della repulsione. Un'altra forma popolare di amuleto che ha le sue origini nel vudù haitiano e nell'hoodoo louisianese è il sacchettino talismanico (gris-gris o mojo).
Profumi ed essenze (come incenso, mirra, ecc.) sono utilizzati allo scopo di attrarre o respingere.
Le leggende popolari hanno spesso attribuito "poteri magici" a insoliti oggetti, come la placenta o il piede del coniglio; il possesso di questi oggetti rafforzava le abilità magiche dei loro proprietari.
In Europa centrale la gente credeva che l'aglio o un crocifisso tenesse lontani i vampiri.

Ankh

Gli antichi egizi avevano molti amuleti che utilizzavano per occasioni e necessità differenti; spesso rappresentavano la figura di un dio o l'Ankh, una croce ansata che rappresentava il simbolo della vita eterna, e l'Udjat, l'occhio di Horus simbolo di rigenerazione. Anche la figura dello scarabeo, rappresentante il dio Khepri, è diventata un comune amuleto, e anche nel mondo occidentale ha trovato molti "sostenitori". Molto diffusi erano anche lo shen e il Nodo di Iside.
Per gli antichi scandinavi, anglosassoni e tedeschi (ma anche per alcuni credenti neopagani) il simbolo runico Eoh protegge dalla malvagità e dalla stregoneria; in alcuni paesi il rune non-alfabetico, che rappresenta il martello di Thor, offre protezione contro i ladri.
Dagli antichi Celti deriva la credenza che il trovare un trifoglio con quattro foglie, sia segno di buona fortuna. Anche i coralli e il ferro di cavallo sono considerati dei portafortuna.
In India, il suono di piccole campane mosse dal vento o appese sopra porte o finestre, fanno fuggire gli spiriti maligni.
In Sardegna erano diffusi "is Pungas", sacchetti di stoffa cuciti o fissati all'interno degli abiti, o più spesso appesi al collo, a stretto contatto con il corpo, sempre non visibili, ma si raccontano utilizzi anche per la protezione di luoghi o beni (ad es. piante) di particolare valore. All’interno potevano contenere reliquie di vario genere, o anche cera (benedetta), sale, erbe o semi, cenere (famoso l'epilogo da cui il titolo del romanzo della Deledda), e talvolta frasi specifiche scritte sempre con intento apotropaico. In genere veniva "consacrato" dalla persona che lo realizzava - donne (solitamente anziane), o religiosi - con formule segrete, e conferito con la consegna di non essere mai aperto.
In Giappone i templi shintoisti preparano piccoli sacchetti di stoffa colorata chiamati omamori, dedicati alla protezione di molti aspetti della vita (amore, denaro, studio, eccetera).
Oltre a questo, nella città di Takayama sono diffusi i sarubobo.
Il buddismo ha un'antica tradizione di talismani. Nel secondo secolo dopo Cristo, i Greci hanno cominciato ad intagliare le immagini reali del Buddha che venivano vendute ai nativi dell'India. Nel primo periodo del buddismo, poco dopo la morte del Buddha nel 485, erano di uso comune amuleti con simboli buddisti (ad esempio le orme del Buddha). 
Un altro aspetto degli amuleti si collega con la demonologia e l'idolatria del demonio: l'uso del crocifisso capovolto o del pentacolo invertito sono necessari per mettersi in comunicazione con i demoni.
I cristiani copti usavano tatuaggi come amuleti protettivi; i Tuareg li usano ancora, così come gli aborigeni canadesi, che portano il totem del loro clan tatuato sul corpo. La maggior parte dei laici buddisti tailandesi sono tatuati con immagini sacre buddiste, e anche i monaci utilizzano questa pratica di protezione spirituale. L'unica regola, come per i talismani e gli amuleti ebrei, è che tali simboli possono essere applicati soltanto alla parte superiore del corpo, fra la parte inferiore del collo ed il girovita.